# Tabarat Kalasz
Tabarat Kalasz (arab. تبارة كلش) – wieś w Syrii, w muhafazie Aleppo. W 2004 roku liczyła 503 mieszkańców.